# 93-я стрелковая дивизия (2-го формирования)
93-я Стрелковая Миргородская Краснознаменная ордена Суворова 2-й степени дивизия — воинское формирование РККА времен Великой Отечественной войны.
Условное обозначение — в/ч пп №28631
Сокращенное наименование — 93 сд

## История
Формирование дивизии началось 1 июля 1942 года в Дзержинске в составе 9-й резервной армии. Именно тогда в ее состав был включен 100-й артиллерийский полк. 22 августа 93-я дивизия была доукомплектована прочими армейскими частями.
Свой боевой путь воинская часть начала в октябре во время Ржевской битвы у города Белый. Первое время дивизия была подчинена напрямую Калининскому фронту, а с сентября отдана в подчинение 41-й армии, все это время продолжая сражаться на одном и том же участке фронта. С марта по май 1943 года участвовала в боях в районах пригорода современного пгт Озерный. 
Затем переведена в 52-ю армию, в составе которой приняла участие в Курской битве на левом фланге Красной армии.
Дивизия также приняла участие в освобождении таких городов, как Тростянец и Миргород. За отличие в освобождении последнего 93-я дивизия была награждена почетным званием  «Миргородская». 2 октября формирование успешно создало плацдарм на правом берегу Днепра у города Канева.
В период Днепровско-Карпатской операции дивизия вела бои на юге УССР: в Кировоградской и Николаевской областях. Участвовала в освобождении Южноукраинска, а также Тирасполя, Бендер, города Ганчешты и форсировании Днестра во время Ясско-Кишиневской операции. Находясь в Северной Добрудже, за боевые отличия дивизия была награждена орденом Красного знамени
Во время Болгарской операции принимала участие во взятии Видина. Также отличилась в Белградской операции, за что была награждена орденом Суворова 2-й степени.
В декабре 1944 93-я дивизия была включена в состав 4-й гвардейской армии, в составе которой участвовала в Будапештской операции. Во время битвы при Балатоне располагалась на левом фланге у самого озера Балатон.
Финальной кампанией формирования стала Венская операция. На 9 мая 1945 года находилась в окрестностях современного поселка Бад-Вальтерсдорф в составе 104-го стрелкового корпуса.
После победы была переведена в новосформированную Южную Группу войск. В 1946-м 93-я стрелковая дивизия, как и весь 104-й корпус, была расформирована.

## Состав(на 9 мая 1945г.)
- 100-й артиллерийский полк
- 51-й стрелковый полк
- 266-й стрелковый полк
- 129-й стрелковый полк
- 45-й дивизионный ветеринарный лазарет
- 82-й медико-санитарный батальон
- 33-я отдельная рота химической защиты
- 107-й отдельный саперный батальон
- 1-я отдельная автотранспортная рота
- 446-я полевая касса Госбанка
- 1882-я полевая почтовая станция
- 134-я полевая хлебопекарня
- 870-й батальон связи
- 55-я разведывательная рота
- 144-й отдельный истребительно-противотанковый дивизион
- Отдельный учебный стрелковый батальон

## Командный состав
- Суханов Михаил Афанасьевич (01.06.1942 - 30.11.1942)
- Исаев Степан Ефимович (01.12.1942 - 31.12.1942)
- Латышев Георгий Александрович (01.01.1943 - 31.08.1943)
- Крузе Аполлон Яковлевич (01.09.1943 - 13.10.1944)
- Салычев Степан Васильевич (14.10.1944 - 12.01.1945)
- Сергеев Константин Алексеевич (13.01.1945 - 30.04.1945)
- Херасков Владимир Петрович (01.05.1945 - 09.05.1945)

## Отличившиеся воины дивизии
| Награда | Ф.И.О.                     | Должность                                                         | Звание            | Дата награждения | Примечания |
| ------- | -------------------------- | ----------------------------------------------------------------- | ----------------- | ---------------- | ---------- |
|         | Антипин, Филипп Лукьянович | Командир отделения 1-й роты 107-го отдельного саперного батальона | Сержант           | 03.06.1944       | посмертно  |
|         | Астахов Иван Иванович      | Командир минометной роты 266-го стрелкового полка                 | Старший Лейтенант | 22.02.1944       |            |
|         | Зрелов Иван Петрович       | Командир взвода автоматчиков 266-го стрелкового полка             | Лейтенант         | 03.06.1944       |            |

## В составе
| Дата       | Фронт(округ)                                | Армия                 | Корпус                             |
| ---------- | ------------------------------------------- | --------------------- | ---------------------------------- |
| 01.07.1942 | Резерв Ставки Верховного Главнокомандования | 9-я Резервная Армия   | —                                  |
| 22.08.1942 | Калининский фронт                           | —                     | —                                  |
| 15.09.1942 | Калининский фронт                           | 41-я Армия            | —                                  |
| 04.10.1942 | Калининский фронт                           | 22-я Армия            | —                                  |
| 25.11.1942 | Калининский фронт                           | 41-я Армия            | —                                  |
| 15.03.1943 | Калининский фронт                           | 43-я Армия            | —                                  |
| 27.03.1943 | Калининский фронт                           | 39-я Армия            | —                                  |
| 01.06.1943 | Резерв Ставки Верховного Главнокомандования | 52-я Армия            | —                                  |
| 25.08.1943 | Воронежский фронт                           | 52-я Армия            | —                                  |
| 29.08.1943 | Воронежский фронт                           | 52-я Армия            | 78-й стрелковый корпус             |
| 06.09.1943 | Воронежский фронт                           | 52-я Армия            | 73-й стрелковый корпус             |
| 24.10.1943 | 2-й Украинский фронт                        | 4-я Гвардейская Армия | —                                  |
| 01.11.1943 | 2-й Украинский фронт                        | —                     | —                                  |
| 02.11.1943 | 2-й Украинский фронт                        | 57-я Армия            | 64-й стрелковый корпус             |
| 21.12.1943 | 2-й Украинский фронт                        | 57-я Армия            | —                                  |
| 30.12.1943 | 2-й Украинский фронт                        | 57-я Армия            | 68-й стрелковый корпус             |
| 10.01.1944 | 2-й Украинский фронт                        | 57-я Армия            | 49-й стрелковый корпус             |
| 10.12.1944 | 1-й Украинский фронт                        | 59-я Армия            | 115-й стрелковый корпус            |
| 21.12.1944 | 3-й Украинский фронт                        | 4-я Гвардейская Армия | —                                  |
| 05.01.1945 | 3-й Украинский фронт                        | 4-я Гвардейская Армия | 20-й Гвардейский стрелковый корпус |
| 19.01.1945 | 3-й Украинский фронт                        | 4-я Гвардейская Армия | 21-й Гвардейский стрелковый корпус |
| 03.02.1945 | 3-й Украинский фронт                        | 4-я Гвардейская Армия | —                                  |
| 24.02.1945 | 3-й Украинский фронт                        | 4-я Гвардейская Армия | 104-й стрелковый корпус            |